# Ahja
Ahja este un târgușor (centru urban) situat în partea de sud-est a Estoniei, în regiunea Põlva. Este reședința comunei Ahja.